# 17884 Jeffthompson
17884 Jeffthompson è un asteroide della fascia principale. Scoperto nel 1999, presenta un'orbita caratterizzata da un semiasse maggiore pari a 2,2928276 au e da un'eccentricità di 0,1012451, inclinata di 1,40155° rispetto all'eclittica.
L'asteroide è dedicato allo studente statunitense Jeff Thompson.